# Grič pri Klevevžu
Grič pri Klevevžu je naselje v Občini Šmarješke Toplice.